# Yael Hollenberg
Pour les articles homonymes, voir Hollenberg et Azoulay.
Yael Hollenberg-Azoulay, née le 2 mars 1969  à Thiais, est enseignante et auteure française d'ouvrages pédagogiques.

## Biographie
Yael Hollenberg étudie à l'université Paris 7. De 1992 à 1994, elle est formée à la liturgie et l'histoire juives au Jewish Theological Seminary of America, à New York, où elle travaille comme bibliothécaire. 
De 1995 à 1999, elle travaille pour le Mouvement juif libéral de France (MJLF) comme enseignante et officiante. Depuis 2002, elle enseigne à la synagogue Adath Shalom , où elle s’occupe de la formation des Bar-Mitsvah. Elle étudie le chant à New York puis au conservatoire de Saint-Mandé. Elle a officié pour les Grandes Fêtes dans les communautés juives libérales de Strasbourg et Grenoble, puis à Adath Shalom à partir de 2004.
Yael Hollenberg a publié une dizaine d'ouvrages pédagogiques sur le judaïsme, et est auteur de ressources pédagogiques sur le site e-talmud. Depuis 2018, elle est chargée de mission pour la revue Tenou'a.
Elle a également présidé l'Association nationale pour les enfants intellectuellement précoces Île-de-France de 2009 à 2015.

## Œuvres
- Célébrons les Fêtes Juives, volumes 1 et 2, Biblieurope, 2004
- Tefilati, une initiation à la prière pour les enfants, Biblieurope, 2004
- Comprendre la Torah, Biblieurope, 2005
- Comprendre les Prophètes - Neviim, Biblieurope, 2006
- Tiyoul be-Israel, manuel d’hébreu, en collaboration avec Shifra Svironi et Michal Svironi, Biblieurope, 2006
- Les Fêtes Juives, Biblieurope, 2008
- Joyeuses Fêtes !, Biblieurope, 2008
- Histoire du Peuple Juif, Biblieurope, 2009
- Mon encyclopédie du judaïsme, Biblieurope, 2015
- Haggada pédagogique pour Pessa'h, Fondation du judaïsme français, 2017